# Visingsölav
Visingsölav (Caloplaca biatorina) är en lavart som först beskrevs av A. Massal., och fick sitt nu gällande namn av J. Steiner. Visingsölav ingår i släktet orangelavar och familjen Teloschistaceae. Arten är reproducerande i Sverige. Inga underarter finns listade i Catalogue of Life.